# Grandhotel (román)
Grandhotel je román Jaroslava Rudiše vydaný v roce 2006. Jeho děj se odehrává v dnešním Liberci. Hlavní postavou je Fleischman. Ve stejném roce natočil režisér David Ondříček stejnojmenný film.

## Děj
Fleischman pracuje jako „holka“ pro všechno ve futuristickém hotelu, který stojí na hoře Ještěd v severočeském Liberci. Ve svém životě toho mnoho ztratil - nejen jedno -n ze svého příjmení a své celé křestní jméno, ale i své rodiče a domov. Je ke svému městu tak připoután, že ho nemůže opustit. Jen není znám důvod, proč, pravděpodobně kvůli své minulosti. Už víckrát se pokoušel město opustit, ale bez úspěchu. Později přijde na to, že jediná cesta, jak město opustit, vede skrz mraky. Proto si sestaví létací balon, ve kterém se pokusí uletět. Fleischman neustále pozoruje počasí a několikrát za den ho měří. Už jako dítě dostával od spolužáků přezdívky jako Mrakomor, Rosnička, Barometr nebo Rampouch. Počasí a mraky pro něj znamenají všechno. Říká, že všechno souvisí s počasím.
Jako dítě byl svých bratrancem Jégrem "zachráněn" před dětským domovem. V té době byl Jégr vedoucím v obchodě s potravinami. Každou chvíli měl jinou přítelkyni. V Grandhotelu má malé muzeum NDR, ve kterém si schovává své vzpomínky.
Hlavní postavou je outsider, který nikdy nebyl s dívkou. Dívá se každý den na televizní předpověď počasí a čeká, až moderátorka udělá chybu, aby jí mohl napsat dopis. Za to dostane vždy jen její podepsanou fotku. Každý týden chodí Fleischman za svou lékařkou - psychoterapeutkou. Ta se mu snaží pomoci z jeho traumat, ale nedaří se jí to.
Fleischman se přátelí se sudetským Němcem jménem Franz. Pomáhá mu dopravit popel jeho mrtvých německých kamarádů zpět do Liberce, tedy domů.
V Grandhotelu pracují ještě další osoby - Jégr, Zuzana, Ilja a Patka. Každý z nich je trochu blázen a každý z nich má jiné životní trauma. Na rozdíl od Fleischmana si to ale nechtějí přiznat. Fleischman je tajně zamilován do Ilji, která ale chodí s Patkou. Není s ním ale šťastná. Proto si dobře rozumí s Fleischmanem. Po jedné návštěvě u přehrady začne jejich vztah. To se samozřejmě nelíbí Patkovi. Jen Ilje Fleischman vypráví celý svůj příběh a všechna svá tajemství.
Liberec je v příběhu město se zvláštní atmosférou. Buď zde prší nebo sněží, ale pěkné počasí je jen výjimečně. Je to také město se zvláštní historií, leží v Sudetech a i v knize je schována historie sudetských Němců. Rudiš popisuje česko-německé vztahy, které jsou poškozeny světovou válkou a odsunem Němců.
Rudiš chce knihou také poukázat na fakt, jak moc si jsou tyto dvě kultury, česká a německá, podobné, i když to někteří nechtějí slyšet. Chce také upozornit na to, jak jsou lidé v Česku konzervativní, jak se drží svých stereotypů a neumí se odpoutat od kořenů.[zdroj⁠?!]

## Postavy
V románu vystupuje šest hlavních postav - Fleischman, Jégr, Zuzana, Ilja a Patka. Každý z nich má nějakou svoji úchylku.
- Fleischman

Outsider, který nemůže opustit Liberec. Podivín, který se zajímá jen o počasí a nikdy neměl žádnou dívku. Je uzavřený sám do sebe. Pracuje v Grandhotelu zcela zadarmo. Nemá křestní jméno, nebo to alespoň tvrdí. Z jeho jména se vytratilo jedno -n. Ve skutečnosti se jmenuje Vlasta, ale nechce si to přiznat.
- Jégr – majitel hotelu

Fleischmanův bratranec. Despota, který svého synovce fyzicky a psychicky týrá. Ale ani přesto bez sebe nemohou být. Majitel hotelu a velký fotbalový fanoušek. Také Fleischmana nutí fandit Slovanu Liberec. Celým jménem se jmenuje Vinnetou Jégr.
- Patka – číšník v hotelu

Pracuje v hotelu jako číšník. Prodává Heppy Life - prostředek na všechno. Věří, že je v Americe všechno lepší, přestože tam nikdy nebyl. Ve skutečnosti se jmenuje Luděk Beránek. Nechce tak ale být jmenován. Chodí s Iljou, která ho ale nemiluje.
- Ilja – pokojská v hotelu

Pracuje v hotelu jako pokojská. Je uzavřená sama do sebe. Každý den fotografuje sama sebe, aby jednou měly její děti památku. Chodí s Patkou, ale nemiluje ho. Snaží se pomoct Zuzaně.
- Zuzana Sladká – pokojská v hotelu

Pracuje v hotelu jako pokojská. Neustále si dělá různé testy v časopisech a věří jím. Přizpůsobuje jim i svůj život. Je to osamělá outsiderka zamilovaná do Fleischmana. A potom každou chvíli do někoho jiného.
- Franz – host, vysloužilý voják

Němec, který pochází z Liberce. Nechce se smířit s minulostí. Říká, že každý by měl skončit tam, kde se narodil. Proto vozí popel svých mrtvých německých kamarádů v dóze od kafe zpět do Liberce.

## Recenze
- HRTÁNEK, Petr. Ani ne… Tvar, 2006, č. 21, s. 2.
- NOVOTNÝ, Vladimír. Nebíčko, peklíčko, žádný ráj srdce. Tvar, 2006, č. 21, s. 2.
- ŠÍCHA, Jan. Vzduch a lži. Literární noviny, 2006, č. 40, s. 11.